# Budakalászi kocsi
A budakalászi kocsi kisméretű kerámiaedény, Európa alighanem legrégibb kocsiábrázolása. Magyarország legismertebb régészeti leletei közé tartozik. 1953-ban került elő, a budakalászi kavicsbánya területén feltárt badeni temető egyik sírjából. A négykerekű kocsit ábrázoló edény oldalait bekarcolt geometrikus minta díszíti. Korát az i. e. 3. évezred utolsó negyedére teszik. A budakalászi kocsilelet tanúsítja, hogy az őskorban a Kárpát-medence fontos állomás volt a kerék Mezopotámiából való elterjedésében (kerekes járművet először a sumerek használtak). Rendeltetése ismeretlen, de valószínűleg kultikus célokra szolgált. 
A Ferenczy Múzeumi Centrum őrzi.